# Hugues de Courtenay (10e comte de Devon)
Pour les articles homonymes, voir Hugues de Courtenay.
Hugues de Courtenay, né le 12 juillet 1303 et mort le 2 mai 1377, était comte de Devon de 1335 à sa mort et baron d'Okehampton et de Plympton. Il est le fils d'Hugues de Courtenay, 9e comte de Devon, et d'Agnès de Saint-Jean, qui joua un rôle important durant la guerre de Cent Ans sous Édouard III. Il avait pour lieux de vie le château de Tiverton (en) et celui d'Okehampton (aujourd'hui en ruine) dans le Devon.

## Biographie
Hugues est le fils d'Hugues de Courtenay et d'Agnès de Saint-Jean, fille de Jean de Saint-Jean, sieur de Basing dans le Hampshire. Quand son père mourut en 1340, il devint comte de Devon.
De par son mariage de Marguerite de Bohun le 11 août 1325,, il acquit le château de Powderham (en). Marguerite légua Powderham dans son testament à son quatrième fils, Philippe de Courtenay (en), qui devint ainsi le fondateur de la branche cadette de Powderham de la famille de Courtenay.
Il fut nommé banneret le 20 juillet 1327, et combattit avec son père à la bataille de Halidon Hill. Le 23 avril 1337, il fut convoqué au Parlement anglais sous le nom de Hugoni de Courteney Juniori, par lequel il fut créé baron de Courtenay (en) du vivant de son père,. En 1339, lui et son père aidèrent à repousser les Français qui tentaient d'entrer dans le pays par le Devon et les Cornouailles. En 1340, son père meurt et il concéda aux bourgeois (burgesses (en)) de Culliford diverses libertés et privilèges. En 1342, le comte était avec l'expédition du roi Édouard III en Bretagne, reprenant Vannes à Philippe de Valois. Lors de la bataille de Crécy, son beau-frère Guillaume de Bohun y participa, et son fils, Hugues de Courtenay (1327-1348), le remplaça car il était malade. Il participe à un tournois le 9 avril 1347 à Lichfield, selon Douglas Richardson. En 1350, le roi accorda au comte la permission de voyager pendant un an et, durant cette année, il construisit le monastère des Carmes à Londres.

## Descendance
Il eut six garçons et filles[Passage contradictoire (14 enfants sont listés)] :
- Hugues
- Thomas
- Édouard
- Guillaume
- Jean
- Philippe, qui fonde la Maison de Courtenay de Powderham
- Pierre
- Humphroy
- Jeanne
- Anne
- Éléonore
- Isabelle
- Philippa
- Guinora